# Копысский уезд
Копысский уезд — административная единица Могилёвской губернии Российской империи.

## История
С 1772 года Копысь — в составе Российской империи. Уездный город Могилевской губернии (1777—1796 и 1802—1861).
В 1860 году Копысский уезд был ликвидирован, территория вошла в Сенненский, Оршанский и Горецкий уезды.